# Église Notre-Dame-de-Bonsecours de Nancy

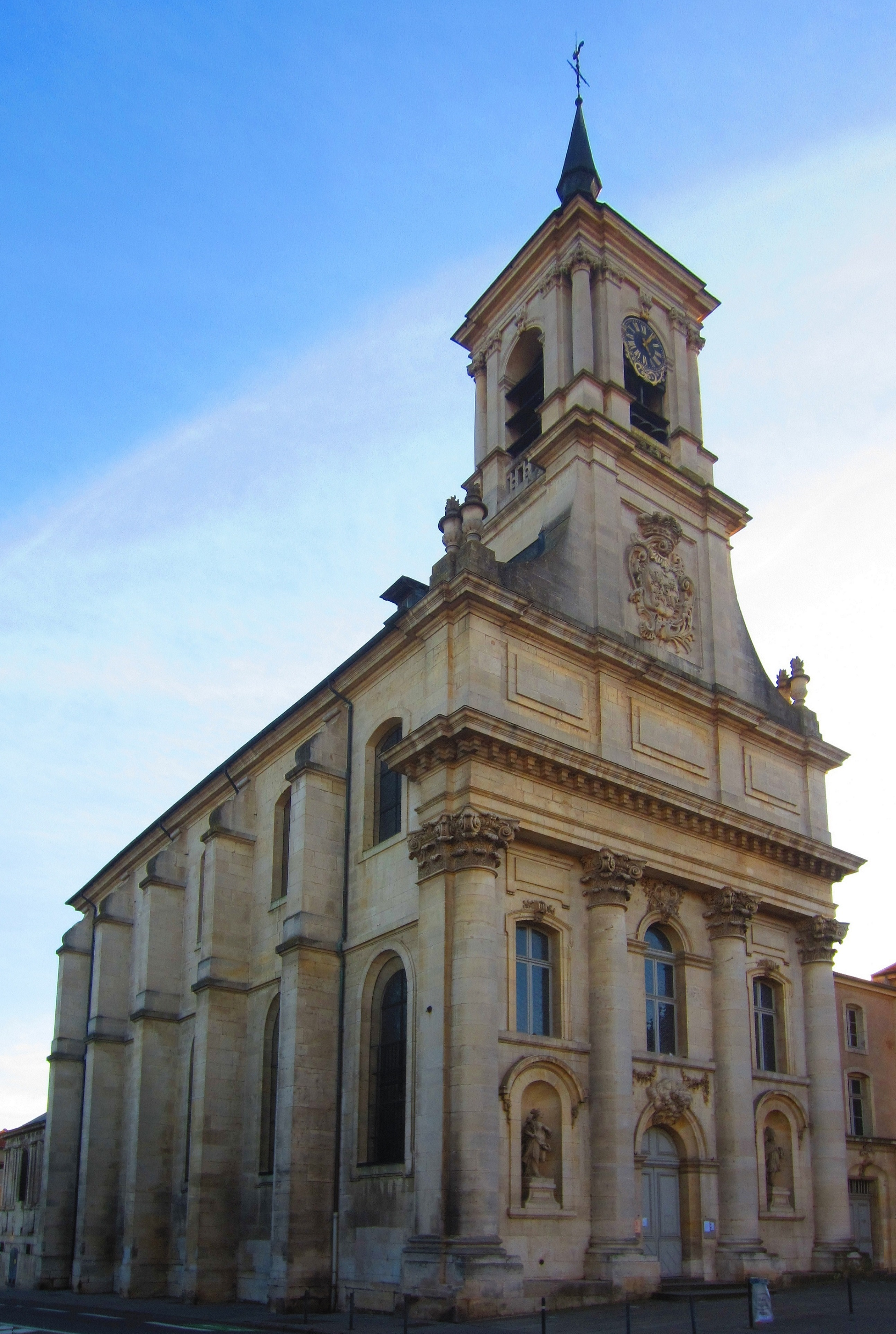
Eglise Notre-Dame-de-Bonsecours, Nancy

De Église Notre-Dame-de-Bonsecours is een historische kerk gelegen in Nancy, Frankrijk.
Het was de voormalige rustplaats van de Poolse koning Stanislaus Leszczyński. Hij was de laatste hertog van Lorreinen. Op de voorgevel van de klokkentoren is er een groot reliëf met het wapenschild van het Pools-Litouwse Gemenebest aangebracht.

## Illustraties

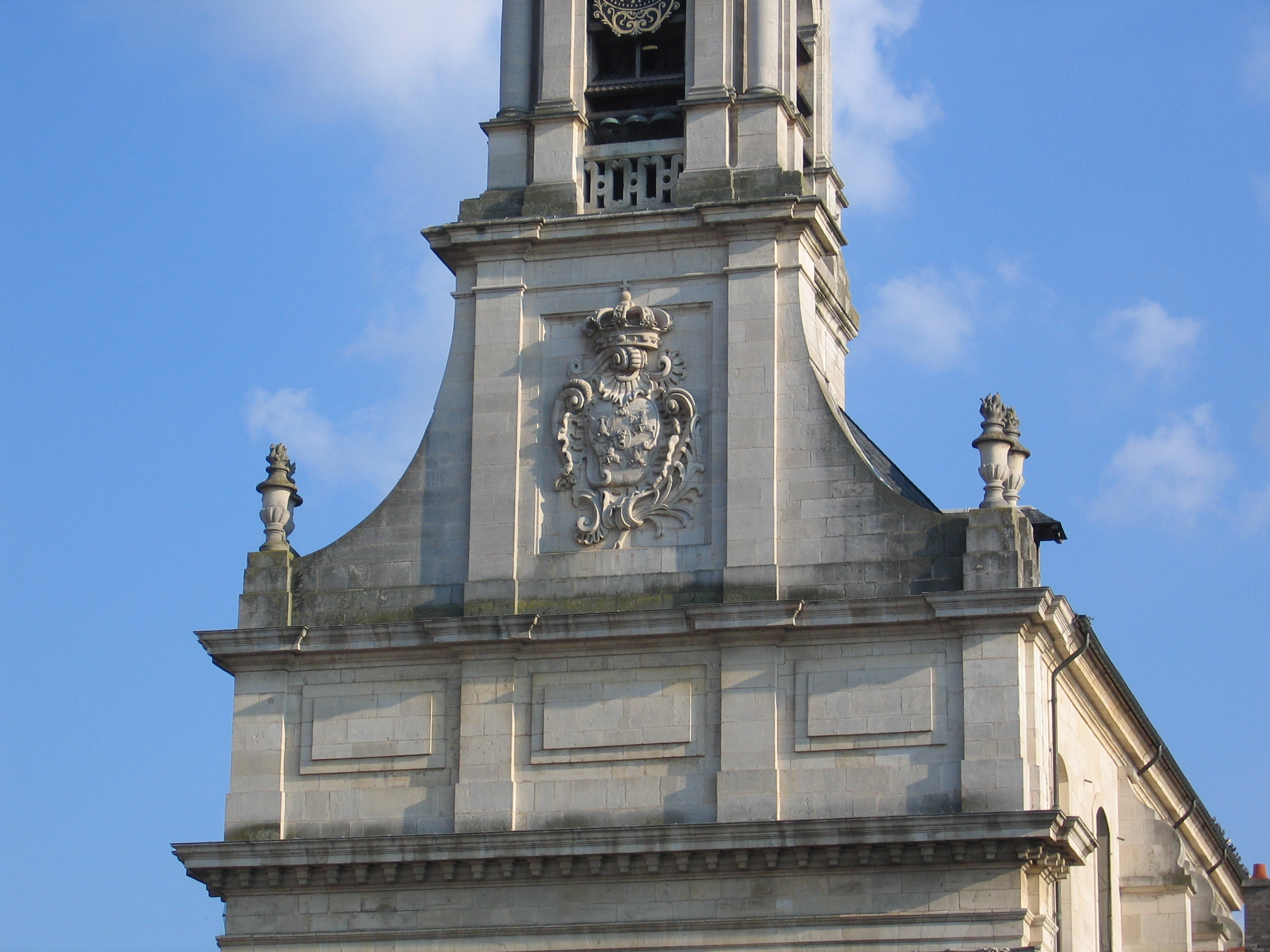
Wapenschild van het Pools-Litouwse Gemenebest
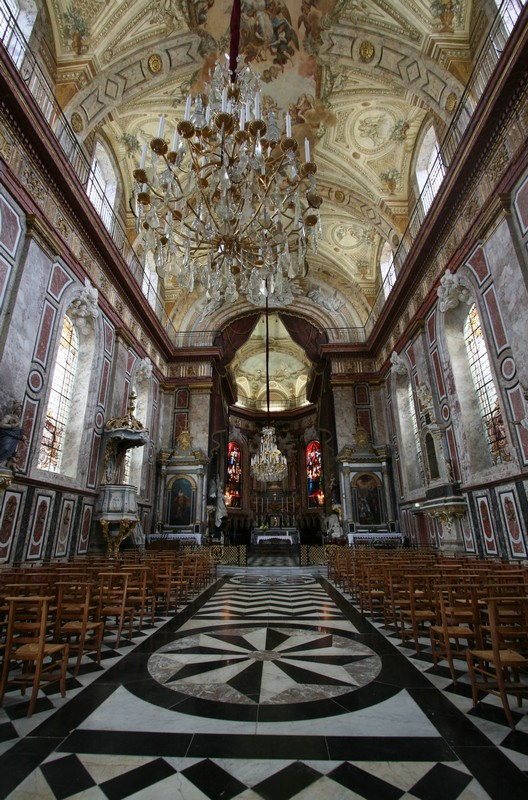
Interieur
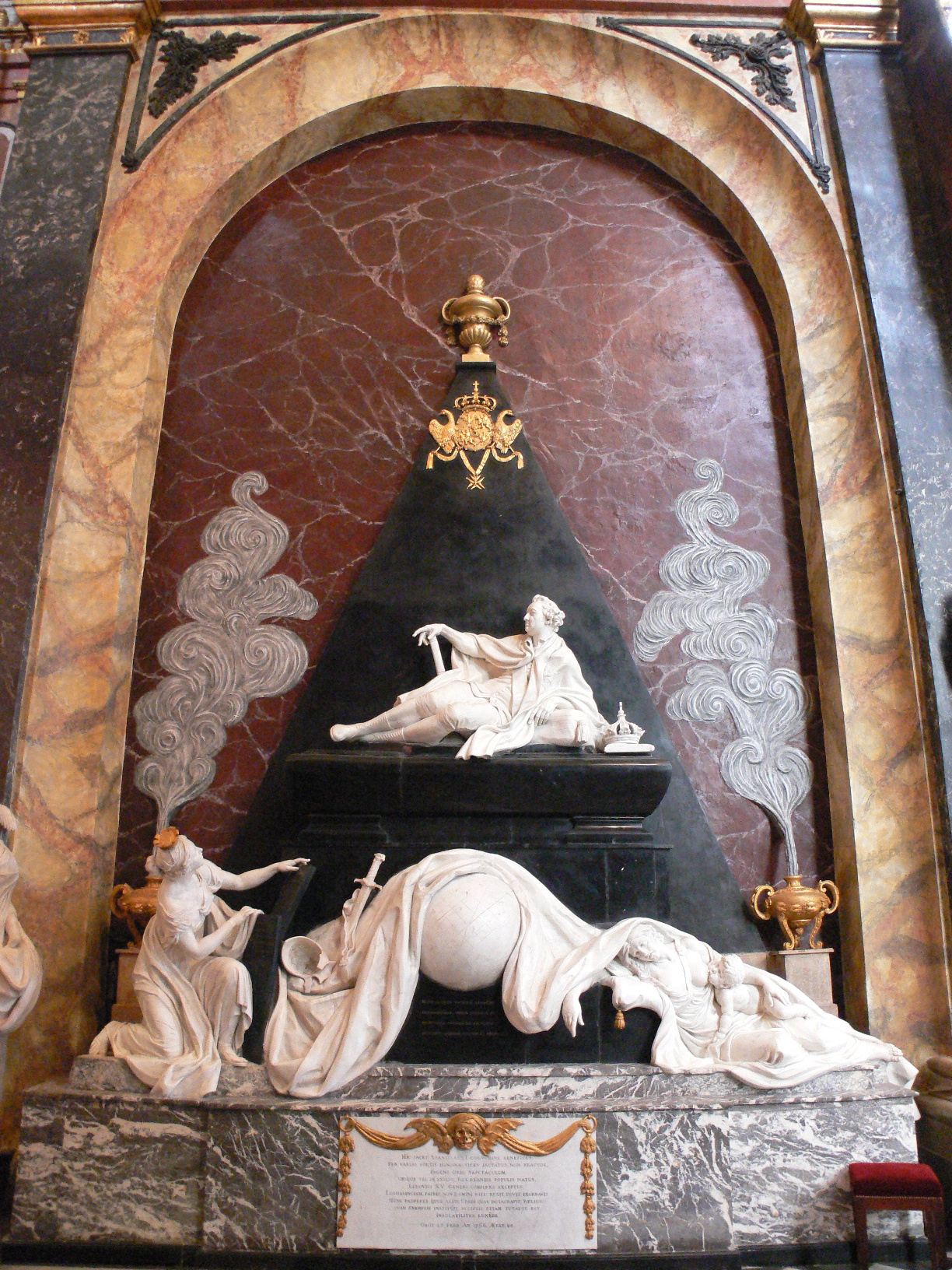
Cenotaaf van Stanisław Leszczyński